# TfL Rail
| Kopfbahnhof Streckenanfang |  | London Liverpool Street  | London Liverpool Street  |
| Bahnhof                    |  | Stratford                | Stratford                |
| Haltepunkt / Haltestelle   |  | Maryland                 | Maryland                 |
| Haltepunkt / Haltestelle   |  | Forest Gate              | Forest Gate              |
| Haltepunkt / Haltestelle   |  | Manor Park               | Manor Park               |
| Haltepunkt / Haltestelle   |  | Ilford                   | Ilford                   |
| Haltepunkt / Haltestelle   |  | Seven Kings (Redbridge)  | Seven Kings (Redbridge)  |
| Haltepunkt / Haltestelle   |  | Goodmayes                | Goodmayes                |
| Haltepunkt / Haltestelle   |  | Chadwell Heath (Barking) | Chadwell Heath (Barking) |
| Bahnhof                    |  | Romford                  | Romford                  |
| Haltepunkt / Haltestelle   |  | Gidea Park               | Gidea Park               |
| Haltepunkt / Haltestelle   |  | Harold Wood              | Harold Wood              |
| Haltepunkt / Haltestelle   |  | Brentwood                | Brentwood                |
| Kopfbahnhof Streckenende   |  | Shenfield                | Shenfield                |

| Kopfbahnhof Streckenanfang                                |  | London Paddington                | London Paddington                |
| Bahnhof                                                   |  | Acton Main Line 1                | Acton Main Line 1                |
| Bahnhof                                                   |  | Ealing Broadway                  | Ealing Broadway                  |
| Bahnhof                                                   |  | West Ealing 1                    | West Ealing 1                    |
| Haltepunkt / Haltestelle                                  |  | Hanwell 1                        | Hanwell 1                        |
| Haltepunkt / Haltestelle                                  |  | Southall                         | Southall                         |
| Bahnhof                                                   |  | Hayes & Harlington               | Hayes & Harlington               |
| Abzweig geradeaus und nach links · Strecke von rechts     |  |                                  |                                  |
| Strecke · Bahnhof                                         |  | Heathrow Central (Terminals 2&3) | Heathrow Central (Terminals 2&3) |
| Strecke · Kopfbahnhof Streckenende                        |  | Heathrow Terminal 4              | Heathrow Terminal 4              |
| Haltepunkt / Haltestelle                                  |  | West Drayton                     | West Drayton                     |
| Haltepunkt / Haltestelle                                  |  | Iver                             | Iver                             |
| Haltepunkt / Haltestelle                                  |  | Langley                          | Langley                          |
| Bahnhof                                                   |  | Slough                           | Slough                           |
| Haltepunkt / Haltestelle                                  |  | Burnham                          | Burnham                          |
| Haltepunkt / Haltestelle                                  |  | Taplow                           | Taplow                           |
| Bahnhof                                                   |  | Maidenhead                       | Maidenhead                       |
| Bahnhof                                                   |  | Twyford                          | Twyford                          |
| Kopfbahnhof Streckenende                                  |  | Reading                          | Reading                          |
|                                                           |  |                                  |                                  |
| Quellen: 1 werden nur von Zügen von/nach Heathrow bedient |  |                                  |                                  |

TfL Rail war der Name des von Transport for London (TfL) bestellten Londoner Vorortverkehrs auf oberirdischen Strecken im Vorlaufbetrieb der Elizabeth Line. TfL Rail bediente 14 Stationen der Great Eastern Main Line vom Bahnhof Liverpool Street im Zentrum Londons bis Shenfield (Borough of Brentwood) und Teile der Great Western Main Line zwischen Bahnhof Paddington und Reading in einem S-Bahn-ähnlichen Takt und ging in der Elizabeth Line auf, die von Shenfield nach Reading und zum Flughafen Heathrow führt. Seitdem im Mai 2022 deren zentraler Teil unter Londons Zentrum eröffnet wurde, werden auch die Vorortzüge mit diesem Namen bezeichnet.
Transport for London (TfL) hat zum Betrieb der Strecke das Unternehmen MTR Corporation (Crossrail) Ltd beauftragt, welches zum chinesischen Konzern MTR Corporation mit Sitz in Hong Kong gehört.

## Geschichte
Im Juni 2013 kündigte TfL an, dass Arriva, die MTR Corporation, die Keolis/Go-Ahead-Group und die National Express Group in die engere Wahl gekommen waren, um für die Betriebskonzession des im Bau befindlichen Crossrail-Projekts zu bieten.
Im Juli 2014 schloss TfL einen Vertrag mit MTR über eine Laufzeit von acht Jahren ab, mit einer Verlängerungsoption um weitere zwei Jahre.
Die MTR Corporation (Crossrail) Ltd wurde im Mai 2015 als neues Eisenbahnverkehrsunternehmen gegründet und übernahm am 31. Mai 2015 die Bedienung der Vorortstrecke von Liverpool Street nach Shenfield vom vorherigen Betreiber Abellio Greater Anglia. Ebenfalls übernommen wurden 44 vierteilige elektrische Triebwagen der britischen Baureihe 315 für den Betrieb unter Oberleitung mit 25 kV 50 Hz.
Die Marke Tfl Rail geht in die Elizabeth Line auf, wenn deren zentraler Abschnitt unter Londons Zentrum, ein 13 km langer Tunnel, eröffnet wird. Sie ist dann mit der Londoner Untergrundbahn mehrfach verknüpft.
Seit November 2019 wurde der Betrieb im Regionalverkehr auf der Strecke von Reading nach London schrittweise von der Great Western Railway übernommen.
Als drittes ging das zentrale Teilstück im Mai 2022 als Elizabeth Line zunächst isoliert in Betrieb, bevor im Herbst 2022 alle Streckenteile untereinander verknüpft werden.

## Erscheinungsbild
Das Erkennungsmerkmal von TfL Rail war der auch von den übrigen Londoner Verkehrsmitteln bekannte Ring mit Querbalken, im Falle von TfL Rail ganz in blau. Die vorhandenen Züge der Baureihe 315 wurden in weiß/blau umlackiert und an den 14 Stationen entlang der Strecke wurden Hinweisschilder nach TfL-Design aufgebaut. Abweichend davon tragen die Neubautriebwagen der Klasse 345 Aventra eine Lackierung in weiß und violett, den Kennfarben der Elizabeth Line.

## Streckennetz
TfL Rail nutzte 32,5 km der Great Eastern Main Line zwischen Liverpool Street und Shenfield und 26,5 km über einen Teil der Great Western Main Line und den Heathrow Tunnel zwischen Paddington, Heathrow und Reading. Die Elizabeth Line verkehrt ebenfalls über diese Strecken, verläuft aber zwischen Paddington und Stratford im Tunnel.
Die Bahnhöfe von TfL Rail waren:
| Name                             | Tarifzone(n)                 | Verwaltungsbezirk            | Umsteige- möglichkeit        | verwaltet von                |
| Liverpool Street – Shenfield     | Liverpool Street – Shenfield | Liverpool Street – Shenfield | Liverpool Street – Shenfield | Liverpool Street – Shenfield |
| -------------------------------- | ---------------------------- | ---------------------------- | ---------------------------- | ---------------------------- |
| Liverpool Street                 | 1                            | City of London               | Nat U O                      | Network Rail                 |
| Stratford                        | 2/3                          | Newham                       | Nat U O DLR                  | TfL Rail                     |
| Maryland                         | 3                            | Newham                       |                              | TfL Rail                     |
| Forest Gate                      | 3                            | Newham                       |                              | TfL Rail                     |
| Manor Park                       | 3/4                          | Newham                       |                              | TfL Rail                     |
| Ilford                           | 4                            | Redbridge                    |                              | TfL Rail                     |
| Seven Kings                      | 4                            | Redbridge                    |                              | TfL Rail                     |
| Goodmayes                        | 4                            | Redbridge                    |                              | TfL Rail                     |
| Chadwell Heath                   | 5                            | Barking & Dagenham           |                              | TfL Rail                     |
| Romford                          | 6                            | Havering                     | Nat O                        | TfL Rail                     |
| Gidea Park                       | 6                            | Havering                     |                              | TfL Rail                     |
| Harold Wood                      | 6                            | Havering                     |                              | TfL Rail                     |
| Brentwood                        | 9                            | Brentwood                    |                              | TfL Rail                     |
| Shenfield                        | C                            | Brentwood                    | Nat                          | Abellio Greater Anglia       |
| Paddington – Heathrow/Reading    |                              |                              |                              |                              |
| Paddington                       | 1                            | City of Westminster          | HE                           | Network Rail                 |
| Acton Main Line                  | 3                            | Ealing                       |                              | TfL Rail                     |
| Ealing Broadway                  | 3                            | Ealing                       | Nat U                        | TfL Rail                     |
| West Ealing                      | 3                            | Ealing                       | Nat                          | TfL Rail                     |
| Hanwell                          | 4                            | Ealing                       |                              | TfL Rail                     |
| Southall                         | 4                            | Ealing                       | Nat                          | TfL Rail                     |
| Hayes & Harlington               | 5                            | Hillingdon                   | Nat                          | TfL Rail                     |
| Heathrow Central (Terminals 2&3) | 6                            | Hillingdon                   | HE                           | Heathrow Express             |
| Heathrow Terminal 4              | 6                            | Hillingdon                   |                              | Heathrow Express             |
| West Drayton                     | 6                            | Hillingdon                   |                              | TfL Rail                     |
| Iver                             | -                            | Buckinghamshire              | Nat                          | TfL Rail                     |
| Langley                          | –                            | Slough                       | Nat                          | TfL Rail                     |
| Slough                           |                              | Slough                       | Nat                          |                              |
| Burnham                          | –                            | Slough                       | Nat                          | TfL Rail                     |
| Taplow                           | –                            | Buckinghamshire              | Nat                          | TfL Rail                     |
| Maidenhead                       | –                            | Windsor and Maidenhead       | Nat                          |                              |
| Twyford                          | –                            | Wokingham                    | Nat                          |                              |
| Reading                          | –                            | Reading                      | Nat                          | Network Rail                 |

Außerdem verwaltet TfL Rail noch einen Bahnhof der aber noch nicht von TfL Rail befahren wird.
| Name       | Tarifzone(n) | Verwaltungsbezirk | Umsteige- möglichkeit |
| ---------- | ------------ | ----------------- | --------------------- |
| Abbey Wood | 4            | Greenwich         | Nat                   |

Jede Station ist vom ersten bis zum letzten Zug des Tages mit Personal besetzt.

## Rollmaterial
TfL Rail übernahm zunächst 44 vierteilige elektrische Triebwagen der britischen Baureihe 315 aus den Baujahren 1980–1981. Sie wurden im Innern leicht modernisiert und auch äußerlich an das TfL-Design angeglichen. Seit 22. Juni 2017 verkehren einzelne Fahrten mit den für die Elizabeth Line vorgesehenen Neubautriebwagen der Baureihe 345 Aventra. Wegen der begrenzten Bahnsteiglänge im Bahnhof Liverpool Street werden diese zunächst nur siebenteilig (Gesamtlänge ca. 160 m) eingesetzt. Mit Beginn des Betriebes durch den Crossrail-Tunnel wurden sie zu neunteiligen Einheiten mit einer Gesamtlänge von 205 Metern erweitert.
| Fahrzeuge von TfL Rail |      |                      |                       |                   |        |           |                |
| Baureihe               | Bild | Typ                  | Höchstgeschwindigkeit | Wagen pro Einheit | Anzahl | Baujahr   | im Einsatz     |
| 315                    |      | Triebwagen (Elektro) | 120 km/h              | 4                 | 44     | 1980–1981 | 2015 bis heute |
| 345                    |      | Triebwagen (Elektro) | 145 km/h              | 7 (später 9)      | 66     | 2015–2018 | seit Juni 2017 |
| 360                    |      | Triebwagen (Elektro) | 160 km/h              | 5                 | 5      | 2002–2005 | seit 2018      |